# Penelopides samarensis
Penelopides samarensis és una espècie d'ocell de la família dels buceròtids (Bucerotidae) que rep en diverses llengües el nom de "calau de Samar" (Anglès: Samar Hornbill. Francès: Calao de Samar). Habita els boscos de Samar, Calicoan, Leyte i Bohol, a les Filipines.